# Autotrofija
Autotrofijom (starogrčki autotroph - doslovno "hrani se sam", od autos - sam, sebe, i trophe - "hranjenje"), samohranidbom se u biologiji smatra sposobnost organizma da sve organske spojeve svojega tijela gradi (sintetizira) isključivo od anorganskih sastojaka. Ovo se odnosi prije svega na primarne producente koji se koriste fotosintezom (naročito biljke).
Suprotnost autotrofiji je heterotrofija kod koje se organizmi koriste organskim tvarima za svoj opstoj. Oni se smatraju konzumentima, naročito biljojedi, mesojedi i svejedi, ali i destruenti (razgradnici).

## Oblici autotrofije
Pojam autotrofija odnosi se uglavnom na izvor ugljika koji koristi jedan organizam. Autotrofni organizmi za gradnju organskih tvari koriste u pravilu anorganski ugljični dioksid (CO2) kao izvor ugljika. Anorganski spojevi ugljika se mijenjaju, a ugljik ugrađuje u organske spojeve.
Organizmi mogu biti autotrofni i u odnosu na druge anorganske sastojke, na primjer, i na izvor dušika.

### Fotoautotrofija
Fotoautotrofija je korištenje svjetla kao izvora energije za autotrofiju. Organizmi koji imaju tu sposobnost nazivaju se fotoautotrofnim. Gotovo sve biljke i alge kao i neke bakterije pretvaraju uz pomoć klorofila energiju svjetlosti u kemijsku energiju (ATP) što se naziva fototrofijom, koja zatim služi pretvorbi anorganskih u organske tvari (vidi fotosinteza).

### Kemoautotrofija
Kemoautotrofija je korištenje kemijske energije u autotrofiji (takozvano kemijsko hranjenje), a organizmi koji se koriste tom energijom nazivaju se kemoautotrofnim. Ova pojava je naročito prisutna kod bakterija i Archaea.

## Poveznice
- heterotrofija
- ekosustav